# Licio Giorgieri
Licio Giorgieri (Trieste, 1º giugno 1925 – Roma, 20 marzo 1987) è stato un generale italiano dell'Aeronautica Militare, ucciso in un agguato terroristico a Roma.

## Biografia
Laureatosi presso l'Università di Trieste in ingegneria navale e meccanica nel 1949 con 110 e Lode, vinse il concorso per l'arruolamento come tenente del genio aeronautico nel 1950. 
Diventa quindi capo reparto tecnico del 6º Stormo, dal 16 novembre 1953 va all'ufficio sorveglianza tecnica di Torino, nel 1955 diventa capitano, alla fine del 1956 va Direzione generale delle costruzioni e degli approvvigionamenti dove viene inserito nella 2ª Divisione “Studi” per poi diventare capo della 2ª Sezione “Sviluppo prototipi” insegnando anche “propulsione a razzo” presso la Scuola di Ingegneria Aeronautica di Roma.
Nel 1961 diventa maggiore in qualità di capo della seconda sezione della 2ª Divisione, nel 1962 insegna propulsione aerea sia all'Università di Roma che a Trieste e nel 1963 insegna anche “propulsione missilistica” diventando capo della 1ª Sezione “Ricerca scientifica” della 2ª Divisione.
Nel 1969 diventa colonnello, la Direzione generale veniva ridenominata COSTARMAEREO ed assume l'incarico di capo della 2ª Divisione.
Arrivato a maggior generale diventa capo del 2º Reparto e poi capo ufficio di coordinamento tecnico e nel 1978 è tenente generale.
Nel 1983 raggiunse il grado di generale ispettore, massimo grado del corpo di appartenenza, ricevendo gli incarichi di capo del corpo del genio aeronautico e di direttore generale della Direzione generale delle costruzioni delle armi e degli armamenti aeronautici, una delle 19 direzioni generali del Ministero della difesa. Alla carriera militare affiancò anche incarichi universitari a Roma e Trieste, quali la libera docenza in "razzi e propulsione spaziale" e la nomina a professore associato presso la facoltà di ingegneria dell'Università di Trieste.

### Omicidio
Il 20 marzo 1987 a Roma il generale, mentre rientrava nella propria abitazione a bordo dell'auto di servizio, venne affiancato in via del Fontanile Arenato da esponenti delle Brigate Rosse - Unione Comunisti Combattenti a bordo di un motociclo. I terroristi esplosero cinque colpi e uccisero il generale, lasciando illeso l'autista, Simone Narcelli, aviere di leva. Secondo la rivendicazione dei terroristi era stato scelto come obiettivo essendo un possibile riferimento italiano al progetto di scudo spaziale di Reagan.
Il 9 o il 10 dicembre dell'anno precedente, il generale aveva segnalato un possibile fallito tentativo di attentato alla sua persona nello stesso luogo. Chiese maggiore protezione, ma non gli venne concessa. Secondo altre fonti il generale era stato soggetto a ben due tentativi di omicidio, falliti uno per un incidente in moto che coinvolse i brigatisti, l'altro a causa dell'inceppamento dell'arma nel momento decisivo dell’agguato .
Il generale Giorgieri lasciò la moglie Giorgia Pellegrini, preside di scuola media a Roma deceduta a gennaio 2014 e una figlia, Luisa Gioia Giorgieri, deceduta il 13 maggio 1994 per un tumore.
L'omicidio suscitò vasta emozione dopo che per alcuni anni le violenze terroristiche erano parse scemare e a seguito della tragica morte, la salma del generale fu esposta in una camera ardente presso il Palazzo dell'Aeronautica a Roma, dove ricevette l'omaggio della cittadinanza prima dello svolgimento dei funerali.

## Riconoscimenti
Alla sua memoria è dedicato il caccia Lockheed F-104G esposto come gate guardian presso l'aeroporto di Trento.
A lui è stata intitolata la strada (via Licio Giorgieri) in cui si trova la vasca navale dell'Università di Trieste. Presso quel laboratorio idrodinamico Ligio Giorgieri sviluppò la parte sperimentale della propria tesi di laurea.
Anche a Roma gli è stata intitolata una "via Licio Giorgieri".

## Processo
Gli autori dell'attentato, rivendicato dalla organizzazione "Brigate Rosse per l'Unione dei Comunisti Combattenti", o "BR - UCC", non furono mai individuati con esattezza. I collaboratori di giustizia Daniele Mennella e Claudio Nasti, pur avendo partecipato alla preparazione dell'attentato non furono in grado di indicare chi avesse portato a termine l'azione perché estromessi dalle fasi finali. Dopo esiti processuali alterni, nel novembre 1991 vennero comunque condannati con sentenza definitiva della cassazione a pene superiori ai 20 anni Claudia Gioia, Francesco Maietta, Maurizio Locusta e Paolo Persichetti, mentre i collaboratori di giustizia Daniele Mennella e Claudio Nasti subirono sanzioni di molto inferiori. La Cassazione, prima sezione presieduta da Corrado Carnevale, annullò con rinvio le condanne per Paolo Cassetta, Geraldina Colotti e Fabrizio Melorio perché detenuti al momento del fatto. Dopo un secondo processo d'appello anche per loro subentrarono condanne a pene superiori a 20 anni, confermate in via definitiva dalla cassazione. Serafino Turchetti, il presidente della terza corte d'assise che aveva assolto dalle accuse più gravi diversi imputati nel corso del processo di primo grado, alcuni dei quali scomparvero definitivamente dal procedimento penale, dopo essere stato oggetto di polemiche venne sottoposto a inchiesta interna e successivamente trasferito d'incarico al tribunale civile.
Claudia Gioia, condannata a 27 anni di carcere per l'omicidio del generale Giorgieri e per il ferimento dell'economista Antonio Da Empoli, è attualmente una delle dirigenti del Museo d'arte contemporanea di Roma ed è docente della fondazione Don Sturzo.
Nel 2002, la signora Giorgieri, ormai settantenne, si oppose ad una richiesta di grazia per Maietta dopo aver espresso perplessità nel 1998 per la partecipazione del senatore Francesco Cossiga al matrimonio del Maietta con una volontaria appartenente ad una organizzazione per il recupero dei detenuti del carcere di Rebibbia.
Maurizio Locusta, imputato anche nel processo Moro ter, venne condannato a 24 anni di pena. Estradato il 15 marzo 1988 dalla Francia dove si era rifugiato, lavora attualmente per la fondazione Lelio Basso-Issoco come «assistente di sala consultazione».
Paolo Persichetti, assolto in primo grado dalla complicità nell'attentato, scarcerato nel dicembre 1989 per aver oltrepassato di oltre un anno i termini per la detenzione cautelare, è condannato in appello, a seguito di nuovi elementi probatori, a 22 anni e sei mesi per partecipazione morale all'omicidio. Scappa in Francia nel 1991 per non essere arrestato e qui si inserisce nel mondo universitario, ottenendo anche un incarico come assistente all'Università di Paris VIII. È stato consegnato all'Italia, a differenza di altri terroristi riparati e tutelati in Francia come Cesare Battisti che è riuscì a scappare in Brasile successivamente, il 25 agosto 2002. Nel giugno 2008, dopo aver scontato ben oltre metà della pena ha ottenuto la semilibertà. Ha lavorato come giornalista per il manifesto e altre testate. È autore di diversi libri sul conflitto sociale, alcuni scritti insieme a Oreste Scalzone, pubblicati in Francia e in Italia.
Geraldina Colotti, condannata per partecipazione morale dopo l'annullamento della Cassazione poiché già detenuta e impossibilitata fisicamente a partecipare al delitto, è giornalista, ha lavorato anche lei a il manifesto dal 1987 al 2017, e si occupa di tematiche legate all'America Latina, essendo anche corrispondente dal Venezuela dal 2000. Cura l'edizione italiana di Le Monde diplomatique.